# Hannoversche Eisengießerei und Maschinenfabrik

Illustration „Guß eines großen Stückes“;
aus dem Katalog der Eisengießerei von 1910

Die Hannoversche Eisengießerei und Maschinenfabrik AG (kurz: Hannoversche Eisengießerei oder HEAG) in Hannover war eine während der Industrialisierung gegründete Gießerei und Apparatebau-Fabrik.

## Geschichte

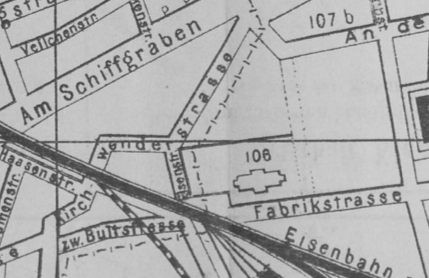
Stadtplan aus dem Hannoverschen Adressbuch von 1871 (Ausschnitt): Die Eisengießerei ist mit der Zahl 106 markiert.

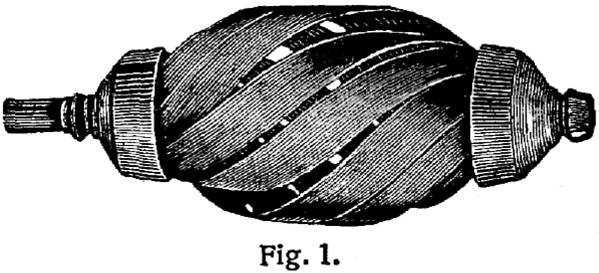
Skizze des Rohrreinigers von Nowotny, aus dem Lexikon der gesamten Technik von 1904

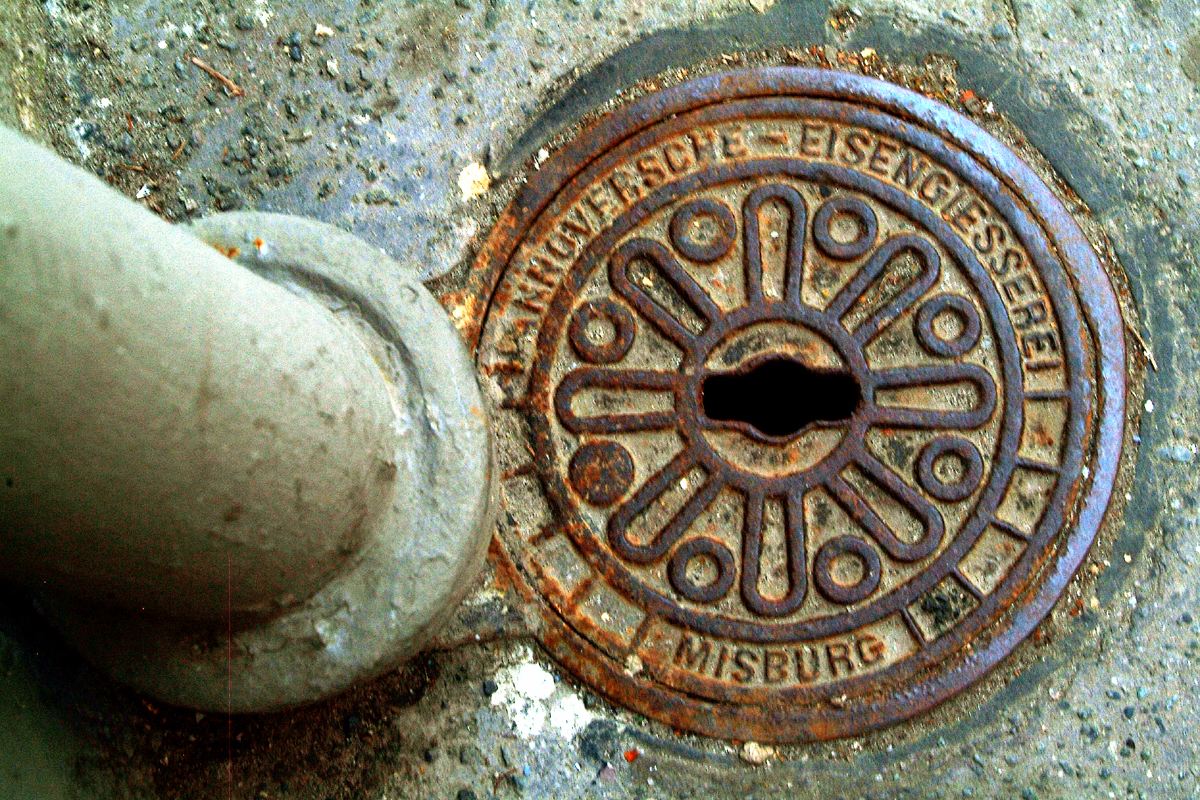
Regenrohr mit Reinigungsdeckel, Inschrift „Hannoversche Eisengiesserei - Misburg“;
gesehen in Hannover-List, Ferdinand-Wallbrecht-Straße Ecke Lister Straße

Aktie über 100 RM der Hannoverschen Eisengießerei und Maschinenfabrik AG vom Juni 1933

Die Hannoversche Eisengießerei wurde 1857 zur Zeit des Königreichs Hannover gegründet auf Initiative von Julius Meese, dem Besitzer des Hotels de Russie. An der Gründung der Kapitalgesellschaft beteiligt war auch die Eisengroßhandlung Franz Juncken und Companie (siehe Georg von Cölln) beteiligt sowie das Bankhaus Ephraim Meyer & Sohn.
Nach der Inbetriebnahme der Fabrikgebäude im Jahr 1858 auf dem Gelände zwischen der heutigen Gellertstraße (vormals teilweise Eisenstraße) und Leisewitzstraße (vormals Fabrikstraße) im heutigen Zooviertel beschäftigte das Unternehmen bereits nach wenigen Jahren rund 200 Mitarbeiter. Die Aktiengesellschaft spezialisierte sich schon ab Anfang der 1860er Jahre erfolgreich auf die Herstellung von Röhren. Auf der hannoverschen Gewerbeausstellung 1878 präsentierte das Unternehmen ihre „anerkannt vorzüglichen Großrohre von teilweise gewaltigen Dimensionen“, teilweise senkrecht stehend gegossene Muffen-Rohre ohne Naht.
1898 wurde der Betrieb mit seinen nunmehr 300 Mitarbeitern nach Anderten verlegt. Dort wurden zusätzlich nun auch Generatoren-Anlagen hergestellt, später auch Apparate zur Reinigung verkrusteter Rohrleitungen. Zur Reinigung ganzer Rohrnetze berichtete das Lexikon der gesamten Technik von Otto Lueger von dem „Rohrreiniger von Nowotny“, der unter der Deutsches Reichspatentnummer D.R.P. 117277 von der Hannoverschen Eisengießerei, „vor[mals]  Deutsche Röhrenreinigungsgesellschaft O. Mierisch & Co. in Dresden“, zur Anwendung kam. 1924 wurde bei der Sanierung der Wasserleitungen der Stadtwerke Radevormwald ein Reinigungskasten mit Turbine eingesetzt. Sie wurde durch Wasserdruck angetrieben durch das Rohr gepresst, wodurch die zuvor abgesperrte Leitung förmlich ausgebohrt und von Rostansätzen befreit wurde.
In Anderten war jedoch auch die Gießerei weiterbetrieben worden: Bereits 1910 wurden Gussstücke bis zu einem Gesamtgewicht von 25.000 Kilogramm hergestellt. Eine Spezialabteilung produzierte komplette Armaturen für Gas-, Wasser- und Dampfleitungen, während andere Erzeugnisse weniger erfolgreich abgesetzt werden konnten, etwa der Landmaschinenbau.
Das Unternehmen bestand bis nach dem Zweiten Weltkrieg und wurde 1961 geschlossen.

## Persönlichkeiten
- Der Abgeordnete der Deutschen Zentrumspartei im Reichstag, Ernst Schnitzler, war um 1932/33 Mitglied im Aufsichtsrat.[9]